# ポソ宗教戦争
ポソ宗教戦争（ポソしゅうきょうせんそう）は、インドネシア中部スラウェシ州北東沿岸部の主要な港であり交通の中心であるポソで1998年末から2001年末に起こった宗教戦争である。
ポソ宗教紛争、ポソ戦争、ポソ事件ともいう。

## 概説
1998年12月24日、ムスリムとキリスト教徒の間で抗争が勃発し、約1,000人が死亡、数万人が避難民となった。抗争の発端は、ムスリムの少女がキリスト教徒に性的暴行を受けたという噂が原因だった。この抗争により、数千人ものムスリムとキリスト教徒が死亡し、60,000世帯以上が避難したとも報告された 。死者数、避難民の数は正確には分かっていない。
2001年12月、政府の調停で、ムスリムとキリスト教徒の和平合意「マリノ合意」が結ばれ、宗教抗争は急速に沈静化に向かったが、依然として緊張状態や組織的攻撃は続いている。
2003年には、ポソ地区で覆面をした武装集団により13人のキリスト教徒が殺害された。
2005年5月には、近くのテンテナの街で爆発があり、22人が死亡、30人以上が負傷した。その数日後、同地区で2人の17歳の少女が銃撃され、殺害される。
2005年10月30日には15歳の少女2人と17歳の少女が首を切断されるという事件が発生した。この事件では2006年と2007年に3人の男が逮捕され、有罪判決を受けている。

## 影響
インターネットの動画共有サイトにポソ宗教戦争の凄惨な様子を撮影した「POSO」という動画がアップロードされた。
動画には対立する宗教の住民の生首を掲げる民兵や、犠牲者の激しく損壊された遺体、リンチを受ける住民などが映し出されており、紛争がいかに凄惨なものであったかを住民に印象づけるものとされていたが、後に捜査が進展すると、ジェマ・イスラミアが宗教戦争の雰囲気を醸成する目的で公開したことが明らかにされた。